# Neuroxena
Neuroxena is een geslacht van vlinders van de familie spinneruilen (Erebidae), uit de onderfamilie Arctiinae.

## Soorten
- N. aberrans Bethune-Baker, 1927
- N. albofasciata (Druce, 1910)
- N. ansorgei Kirby, 1896
- N. auremaculatus (Rothschild, 1933)
- N. biplagiata Gaede, 1926
- N. flammea (Gaede, 1926)
- N. fulleri (Druce, 1883)
- N. funereus (Rothschild, 1933)
- N. lasti (Rothschild, 1910)
- N. medioflavus (Rothschild, 1935)
- N. obscurascens (Strand, 1909)
- N. postrubidus (Rothschild, 1933)
- N. rectilineata (de Toulgoët, 1972)
- N. rubriceps (Mabille, 1879)
- N. simulans (de Toulgoët, 1971)
- N. sulphureovitta (Strand, 1909)
- N. truncatus (Rothschild, 1933)